# Grutas de García
Las Grutas de García es un conjunto de cuevas y un atractivo turístico. Se encuentran localizadas en el municipio de García, Nuevo León, México, unos 30 km al noroeste de Monterrey. Las cuevas se encuentran dentro del área natural protegida estatal de la Sierra del Fraile.

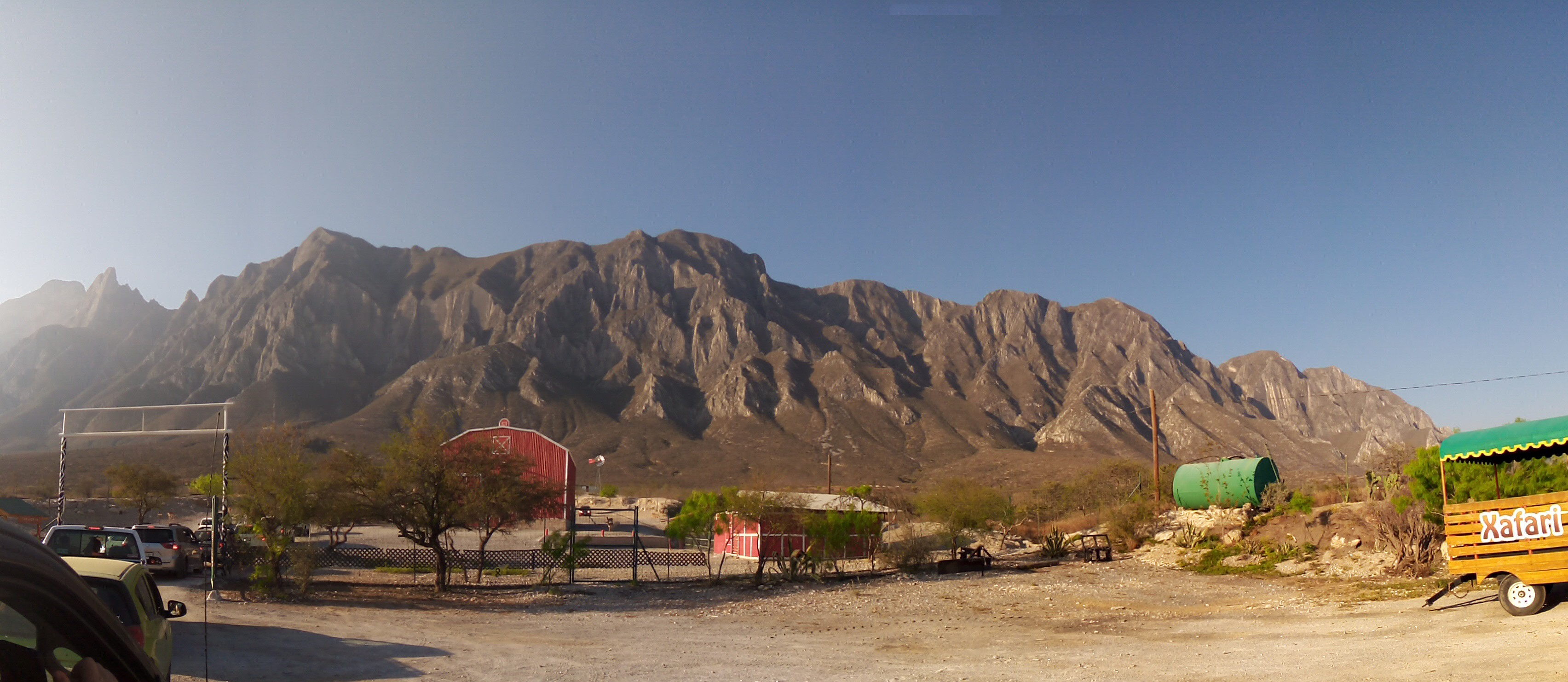
Montaña de la Grutas de Garcia.

## Historia
Las grutas fueron descubiertas en 1843 por el cura Juan Antonio Sobrevilla. Las instalaciones turísticas de acceso, iluminación y andadores fueron inauguradas en 1948. Ignacio Marmolejo realizó la primera exploración espeleológica.

## Características

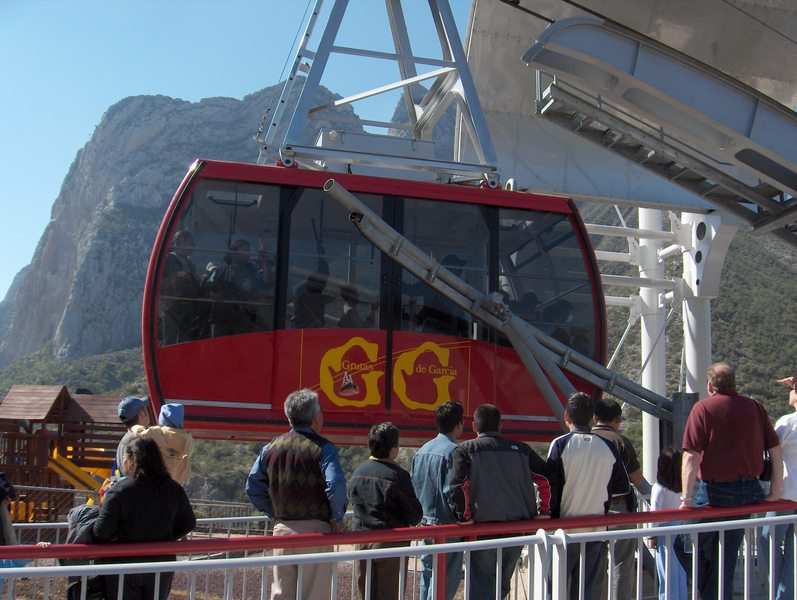
Teleférico de Grutas de García.

Las grutas están rodeadas por un paisaje desértico y rocoso en el que existen numerosas cavernas. Son una extensa serie de galerías con una antigüedad de entre 50 y 60 millones de años. Poseen una longitud total de 300 metros y una profundidad máxima de 105 metros. Durante épocas prehistóricas estuvieron sumergidas bajo el mar. Por esta razón, en sus partes se pueden observar restos de fósiles marinos, como conchas y caracoles.
Se puede acceder a las grutas por medio del teleférico que asciende 280 metros para llegar a la entrada de las grutas. También es posible llegar a la entrada subiendo por una vereda.
En su interior se encuentra una galería que consta de 16 escenarios. Sus balcones de 34 metros permiten una vista completa de la galería. 
Algunos de los salones más famosos son: El Salón de la Luz, iluminado por un haz de claridad natural que proviene de un orificio en el techo de la caverna; La Octava Maravilla, formación en la que se unen una estalactita y una estalagmita para completar una columna; el Salón del Aire, donde se encuentra un balcón de 40 m de altura; y El Mirador de la Mano, desde el que se encuentra una estalagmita con forma de mano.
También existen numerosas estructuras notables por la conformación de las rocas y la iluminación de las grutas, como El Nacimiento, El crucifijo, El Teatro, El Árbol de Navidad, El gorila, la mano del muerto, la botella, el infierno, fósiles marinos y la capilla de la Virgen de San Juan de los Lagos.